# Семерово
Семерово (слч. Semerovo, мађ. Komáromszemere) насељено је мјесто са административним статусом сеоске општине (слч. obec) у округу Нове Замки, у Њитранском крају, Словачка Република.

## Становништво
| Година:    | 1994. | 2004.   | 2014.   | 2024.   |
| ---------- | ----- | ------- | ------- | ------- |
| Број људи: | 1247  | 1365    | 1430    | 1309    |
| Разлика:   |       | +9,46 % | +4,76 % | -8,46 % |

| Година:    | 2023. | 2024.   |
| ---------- | ----- | ------- |
| Број људи: | 1318  | 1309    |
| Разлика:   |       | -0,68 % |

Према подацима о броју становника из 2011. године насеље је имало 1.447 становника.